# 新疆人民出版社
新疆人民出版社（しんきょうじんみんしゅっぱんしゃ、ウイグル語：شىنجاڭ_خەلق_نەشرىياتى）は、中華人民共和国の新疆ウイグル自治区ウルムチに所在する中華人民共和国の出版社である。

## 概要
主にウイグル語、中国語、モンゴル語、キルギス語、カザフ語、シボ語の６つの言語で書籍や定期刊行物を中心とした本を発行していて、1951年3月に設立された。当時自国は成立から約1年半しか経っておらず、さらに自治区は治安も今より悪かったためこの書籍発行を本格的に行う出版社が所在することは重要であった。
1984年には世界一長い詩と言われているマナスを第一部から全ての部を発行した。